# Blitzkrieg (jeu vidéo)
Pour les articles homonymes, voir Blitzkrieg (homonymie).
Blitzkrieg est un jeu vidéo de tactique en temps réel basé sur les événements de la Seconde Guerre mondiale. Le jeu permet aux joueurs d'assumer le rôle d'officiers commandant durant les batailles de la Seconde Guerre mondiale en Europe et en Afrique du Nord. Chaque pays a ses unités militaires respectives historiquement correctes. De la même façon que les jeux Sudden Strike, Blitzkrieg se concentre davantage sur les batailles que l'aspect de stratégie en temps réel avec la construction de bases.
Les Blitzkrieg utilisent le système de protection contre la copie StarForce. Blitzkrieg Anthology ne semble cependant pas l'utiliser.
Les graphismes rendent une 3D réaliste et les détails incluent des saisons, les zones climatiques et les conditions de temps qui peuvent affecter la façon de jouer. Le sang est présent bien qu'il puisse être désactivé. Le jeu couvre près de 350 unités et objets différents. Le joueur peut construire des ponts, creuser des tranchées, poser des mines, remplacer ou réparer des unités ou appeler un soutien aérien, mais il n'y a aucun système de gestion de ressource, à part les entrepôts qui peuvent être capturés lorsqu'ils sont présents dans la partie. Virtuellement, tout peut être détruit, même les bâtiments et les ponts. Les forêts peuvent être rasés par les chars et l'artillerie. Chaque unité d'une nation parle leur propre langue, ajoutant ainsi à l'immersion au jeu.
Le jeu est livré avec un éditeur qui permet à l'utilisateur de créer ses propres unités et cartes.

## Extensions
Blitzkrieg bénéficie de trois extensions officielles, développées par la société allemande La Plata Studios en collaboration avec Nival Interactive, le développeur du jeu original. Elles ont été éditées par CDV Interactive :
- Blitzkrieg: Burning Horizon suit les pas du Général Erwin Rommel au départ des Ardennes jusqu'à la bataille contre les Deutsches Afrika Korps en passant par les derniers actes de la résistance allemande dans la France occupée[1],[2],[3].
- Blitzkrieg: Rolling Thunder retrace la carrière du Général George Patton durant la seconde guerre mondiale depuis les déserts d'Afrique du Nord aux forêts enneigées des Ardennes[4],[5].
- Blitzkrieg: Green Devils, une extension qui nécessite Rolling Thunder pour y jouer.

Plusieurs add-ons non officiels sont aussi sortis pour le jeu :
- Mission Barbarossa et Kursk, développé par Active Gaming, retrace respectivement l'invasion de l'Union Soviétique appelée Opération Barbarossa en 1941 et la bataille de Koursk en 1943[6].
- Stalingrad, développé par DTF Games, est un stand-alone sur la Bataille de Stalingrad aussi bien du côté des allemands que des soviétiques.
- Talvisota: Icy Hell, développé par Blitzfront, est un stand-alone basé sur la Guerre d'Hiver opposant russes et finlandais entre 1939 et 1940.

L'équipe de Brendel Software-Systeme est très prolifique en termes d'add-ons, elle compte parmi ses créations :
- Blitzkrieg: Burning Earth
- Blitzkrieg: Desert Fox qui se déroule en Afrique du Nord
- Blitzkrieg: Total Mission
- Blitzkrieg: Total Mission 2
- Blitzkrieg: Leningrad Battle
- Blitzkrieg: Battle of Berlin
- Blitzkrieg: Schlachtfeld Europa
- Blitzkrieg: Burning Earth 2
- Blitzkrieg: PanzerAlarm
- Blitzkrieg: Total Mission 3 : Die Grünen Teufel

Intex Publishing a également édité 6 add-on pour le jeu :
- Total Challenge I offrant 24 missions non regroupées en campagnes comme c'est généralement le cas ainsi que de nouvelles unités et de nouvelles textures. Commercialisé en français sous le nom  Frontal attack 1
- Total Challenge II ajoutant une quarantaine d'unités et 25 missions. Commercialisé en français sous le nom de Frontal attack 2[7].
- Total Challenge III qui contient 24 missions, 60 unités supplémentaires et des améliorations dans le jeu (portée de tir, nouveaux effets, etc.)
- Total Challenge IV nous transporte en France, en Pologne, en Norvège et sur le front est pour 24 missions, et ajoute une quinzaine d'unités.
- Total Challenge V qui est très différent puisqu'il emmène les joueurs sur un théâtre de guerre moderne, il est possible de commander les troupes de l'OTAN, des États-Unis d'Amérique, de la Russie...mais surtout des véhicules tout à fait inédits comme des hélicoptères.
- Total Challenge MP pour "multiplayer" (multijoueur) permet de joueur les cartes des trois premiers opus en réseau.

Dark Fox est aussi à l'origine de la campagne "Operation North", jamais vendue en France mais disponible en Russie.

## Accueil
| Blitzkrieg            |      |       |
| Média                 | Pays | Notes |
| GameSpot              | US   | 71 %  |
| IGN                   | US   | 82 %  |
| Jeux vidéo Magazine   | FR   | 16/20 |
| Jeuxvideo.com         | FR   | 17/20 |
| Gen4                  | FR   | 91 %  |
| Joystick              | FR   | 7/10  |
| PC Gamer UK           | GB   | 84 %  |
| PC Team               | FR   | 90 %  |
| Compilations de notes |      |       |
| Metacritic            | US   | 74 %  |